# Clathrinida
Clathrinida — ряд  вапняних губок з підкласу  кальцінейних (Calcinea). Скелет губок цього ряду складається з  вапняних спікули. Водоносна система організована по типу Аскона.